# Локровец
Локровец (на словенски: Lokrovec) е село в Словения, Савински регион, община Целе. Според Националната статистическа служба на Република Словения през 2015 г. селото има 304 жители.